# The Wild
 (juillet 2022).
Si vous disposez d'ouvrages ou d'articles de référence ou si vous connaissez des sites web de qualité traitant du thème abordé ici, merci de compléter l'article en donnant les références utiles à sa vérifiabilité et en les liant à la section « Notes et références ».
Pour les articles homonymes, voir Wild.
Pour plus de détails, voir Fiche technique et Distribution.
The Wild (ou La Vie sauvage au Québec) est le 99e long-métrage d'animation des studios Disney, sorti en 2006.
Le film débute dans le Zoo de Central Park à New York, où Ryan, un petit lionceau, se désole de ne pas rugir comme son père Samson. Ce dernier, pour l'encourager, lui raconte les aventures qu'il aurait vécues dans le monde sauvage. Ryan décide de partir sans rien dire vers ce monde sauvage pour devenir un grand lion comme son père. Se rendant compte de la disparition de Ryan, Samson comprend que les histoires qu'il invente mettent en danger son fils. Il décide de partir à sa recherche avec l'aide de ses fidèles amis, Larry l'anaconda, Benny Normal l'écureuil, Bridget la girafe, et d'un koala nommé Nigel, qui sert de modèle aux peluches new-yorkaises. Cette recherche les conduit de la jungle urbaine à celle plus sauvage encore de l'Afrique.

## Synopsis
Au zoo de Central Park, Samson le lion raconte à son fils préadolescent Ryan des histoires de ses aventures dans la nature sauvage d'Afrique. Ryan veut aussi aller dans la nature pour apprendre à rugir comme son père, mais Samson désapprouve l'idée. Lorsque le zoo ferme, tous les animaux sont libres de se promener. Samson et ses amis, Benny l'écureuil, Bridget la girafe pour laquelle Benny a le béguin, Larry l'anaconda à l'esprit, et Nigel le koala malchanceux mais populaire s'affrontent dans un championnat de curling de tortue. Ryan et ses propres amis provoquent accidentellement une bousculade qui se dirige vers le jeu et met les animaux en danger. Samson et Ryan ont une dispute et Ryan s'enfuit avant que Samson ne puisse s'excuser. Plus tard, il se faufile dans un conteneur intermodal vert qui, selon la rumeur, se dirigeait vers la nature. Tout comme il regrette sa décision, Ryan est soudainement enfermé à l'intérieur du conteneur, qui est ensuite chargé sur un camion de fret, l'expédant.
Avec l'aide d'un pigeon, Hamir, Samson et ses amis poursuivent Ryan, se cachant dans un camion d'élimination des ordures, mais Benny tombe par-dessus bord. Après avoir traversé Times Square et avoir failli être écrasé dans le camion, le groupe rencontre une meute de chiens enragés, et au lieu de se tenir debout, Samson s'échappe par l'égout plutôt que de se battre comme ses amis s'attendent à ce qu'il le fasse. Là, ils prennent les indications pour les quais de deux sympathiques frères alligators, Stan et Carmine. Le lendemain matin, ils volent l'atugboat lors d'une évasion trépidante du port. Après avoir retrouvé Benny, qui les a suivis avec un troupeau d'oies, Samson parvient à conduire le bateau avec l'aide de Larry et les oies les conduisent dans la bonne direction vers le navire de Ryan.
Quelques jours plus tard, le bateau s'échoue en Afrique, où tous les animaux de la région sont évacués par les transporteurs, alors qu'un volcan à proximité est sur le point d'éclater. Ils voient Ryan courir dans la jungle, mais Samson est incapable de le trouver. Après avoir échoué à manger un Procavia capensis, son ami se demande s'il a déjà été dans la nature auparavant, ce qu'il confirme tristement. Le reste du groupe retourne sur le navire, mais Samson continue à chercher son fils. En marchant, il voit des plantes et des rochers changer de couleur, ce qu'il attribue à ses instincts qui fonctionnent. Nigel est enlevé par un troupeau d'abeilles sauvages qui résident dans le volcan et leur chef Kazar le gnou, le considère comme un dieux d’après la peluche koala qu'il a reçu quand il était jeune lorsqu’il était sur le point d'être dévoré par les lions et que la peluche est effrayé les lions, lui sauvant la vie. Cette expérience a fait croire à Kazar que Nigel aidera son espèce à changer dans la chaîne alimentaire en changeant les proies en prédateurs et vice versa. Pour ce faire, il pense que les gnous doivent manger un lion. Bridget et Larry sont également capturés et prévus pour être mangés.
Ryan cache un vieil arbre, mais une bande de vautours l'attaque sous les ordres de Kazar. La branche se brise et piège sa patte. Samson entend les cris de Ryan et court pour le sauver, effrayant les vautours. Les deux se réunissent mais sont interrompus par le gnous. Ryan est choqué quand Samson lui dit de courir. Ils se retirent dans un arbre où Samson révèle la vérité sur son passé : il est en fait né en cirque et il rugissent comme Ryan. Pour cette raison, le père insensible de Samson l'a renié et la envoyé au zoo, où il a menti sur ses origines pour éviter l'embarras. Les gnous les découvrent et poussent l'arbre au-dessus de la falaise, Samson étant toujours accroché. Ryan est capturé et emmené au volcan.
Après une rencontre avec un groupe de femelles de scarabées allemands, Benny trouve Samson et lui donne la confiance nécessaire pour être lui-même, même s'il n'est pas de la nature. Ils découvrent bientôt que les "instincts" de Samson étaient en fait deux caméléons nommés Cloak et Camo, qui ont conduit Samson au volcan, de sorte qu'il les aiderait à vaincre l'armée de Kazar. Samson utilise les capacités de camouflage des caméléons pour se faufiler dans le volcan, mais lorsque son déguisement s'envole à cause de la chaleur intense de la montagne, Kazar ordonne à son armée d'attaquer. Voyant Samson en danger, Ryan monte sur un dispositif de catapulte et se lance sur Kazar, laissant enfin entendre un rugissement. Avec Kazar distrait, Samson le domine facilement. Ryan dit à Samson qu'il est heureux de l'avoir comme père. Les autres gnous sont touchés par cela et refusent de servir Kazar davantage, en ayant grandi avec ses délires. Samson gagne alors le courage et rugit assez puissamment pour repousser un Kazar en charge. Le groupe et les gnous s'enfuient, laissant Kazar mourir dans le volcan en éruption. Ils parviennent à s'échapper sur le bateau et à retourner au zoo de Central Park dans leur maison de New York.

## Fiche technique
- Titre original et français : The Wild
- Titre québécois : La Vie sauvage
- Réalisation : Steve « Spaz » Williams
- Scénario : Ed Decter, John J. Strauss, Mark Gibson et Philip Halprin
- Direction artistique : Chris Farmer et Michael E. Goldman
- Montage : Scott Balcerek et Steven L. Wagner
- Musique : Alan Silvestri
- Production : Beau Flynn et Clint Goldman
- Sociétés de production : C.O.R.E. Feature Animation/ Walt Disney Pictures
- Société de distribution : Buena Vista International
- Budget : 80 millions USD
- Langue : anglais
- Format : Couleurs - 35 mm - 1,85:1 - Dolby stéréo
- Durée : 82 minutes
- Dates de sortie :
  - États-Unis : 14 avril 2006
  - France : 12 avril 2006
- Date de sortie DVD :
  - France : 26 octobre 2006

## Distribution

### Voix originales
- Kiefer Sutherland : Samson
- Greg Cipes : Ryan
- Eddie Izzard : Nigel
- James Belushi : Benny Normal
- Janeane Garofalo : Bridget
- Richard Kind : Larry
- William Shatner : Kazar
- Chris Edgerly : Cloak
- Bob Joles : Camo et Monsieur Loyal
- Patrick Warburton : Blag
- Colin Hay : Fergus
- Miles Marsico : Duke
- Jack DeSena : Eze
- Don Cherry : Le commentateur pingouin
- Dominic Scott Kay : Samson jeune
- Kevin Michael Richardson : Le père de Samson
- Lenny Venito : Stan
- Joseph Siravo : Carmine
- Colin Cunningham : L'hyrax
- David Cowgill et Christian Argueta : Hamir
- Jonathan Kimmel : Scab
- Eddie Gossling : Scraw
- Clinton Leupp : La maman hippo
- Nika Futterman : Le premier bousier
- Julianne Buescher : Le second bousier
- Keith Anthony, Greg Berg, Bob Bergen, Jason Connery, Debi Derryberry, Terri Douglas, Jeannie Elias, Pat Fraley, Eddie Frierson, Nicholas Guest (en), Jess Harnell, Jason Harris Katz, Bridget Hoffman, Emily Johnson, John Kassir, Daniel Kaz, Josh Keaton, Carolyn Lawrence, Danny Mann, Mona Marshall, Laraine Newman, Nolan North, Paul Pape, Peter Pamela Rose, Fred Tatasciore, Audrey Wasilewski, Hannah Williams : voix additionnelles

### Voix françaises
- Emmanuel Jacomy : Samson, le lion
  - Gwenvin Sommier : Samson jeune
- Didier Gustin : Nigel, le koala
- Kelyan Blanc : Ryan, le lionceau
- Jean-Claude Donda : Benny, l'écureuil
- Emmanuèle Bondeville : Bridget, la girafe
- Roland Timsit : Larry, l'anaconda
- Richard Darbois : Kazar, le gnou
- Emmanuel Curtil : Blag, le gnou, assistant de Kazar
- Stéphane Fourreau : Fergus, le flamant rose
- Donald Reignoux : Duke, le petit kangourou
- Emmanuel Garijo : Eze, le petit hippopotame
- Hervé Jolly : le pingouin commentateur
- Mark Lesser : Hamir, le pigeon
- Jean-Jacques Nervest : Stan, un alligator
- François Siener : Carmine, un alligator
- Guillaume Lebon : Colin, le daman des rochers
- Gérard Surugue et Pascal Renwick : Scab et Scraw, les vautours
- Valérie Nosrée : la maman hippopotame
- Michel Vigné : le père de Samson
- Marie-Martine et Amélie Morin : les bousiers
- Gérard Hernandez et Pierre Baton : Cache et Cache, les caméléons
- Yann Pichon : Monsieur Loyal

### Voix québécoises
- Patrick Chouinard : Samson
- François-Nicolas Dolan : Ryan
- Patrice Dubois : Nigel
- Anne Dorval : Bridget
- Daniel Lesourd : Benny Normal
- Daniel Picard : Larry
- Mario Desmarais : Kazar
- Benoit Rousseau : Blag
- Jacques Lavallée : Cloak
- Pierre Auger : Camo
- Sébastien Reding : Duke
- Joël Legendre : Eze
- Gilbert Lachance : Rock Hyrax
- Stéphane Rivard : MC Pingouin
- Hubert Gagnon : le père de Samson
- Sophie Faucher : Maman hippopotame
- Catherine Léveillé : Bébé
- François L'Écuyer : Scab
- Sébastien Dhavernas : Scraw
- Antoine Durand : Stan
- Alain Zouvi : Carmine
- Jean-Marie Moncelet : Monsieur Loyal

## Chansons du film
- Real Wild Child - Everlife
- Good Enough - Lifehouse
- Big Time Boppin' (Go Man Go) - Big Bad Voodoo Daddy
- Really Nice Day ou Quelle belle journée au Québec - Eric Idle et John Du Prez
- Tales From The Wild - Alan Silvestri
- Clocks - Coldplay
- Lovin' You - Minnie Riperton
- Real Wild Child - Eric Idle et John Du Prez
- Bolly Boom Boom Boogie - Tony Phillips
- Der Flüschen Fläschen - Joey Miskulin
- Une chanson écrite pour la sortie japonaise de la bande originale intitulée Prisoner of Love par les Gospellers[1],[2],[3].

## Autour du film
- The Wild a été mis en production avant le film d'animation DreamWorks, Madagascar, qui exploite les mêmes thèmes. Mais ce dernier étant sorti avant, les spectateurs ont eu l'impression que The Wild n'en était qu'une copie et tentait de profiter de son succès. Il faut aussi noter que les locaux de DreamWorks sont enclavés dans ce que Disney appelle depuis 1999 le Grand Central Creative Campus, un ensemble de locaux de Disney comprenant entre autres Walt Disney Imagineering. Néanmoins, des soupçons de plagiat ont été formulés dans les deux sens. Ce n'est pas la première fois que DreamWorks et Disney sont confrontés à ce genre de problèmes. Cela avait déjà eu lieu en 1998 avec Fourmiz et 1 001 Pattes, puis en 2003 avec Le Monde de Nemo et Gang de requins.
- The Wild est à beaucoup de niveaux une parodie du Roi lion. Lorsque, arrivé dans la savane, Samson pense avoir repéré son fils grâce à son odorat et tombe sur une marmotte en train de faire ses besoins, celle-ci parle de Simba pour faire référence au fils de Samson. De même, lorsque le lion, la girafe, le serpent et le koala arrivent dans New York et sont pris en chasse par des chiens, ils courent devant un théâtre sur lequel Le Roi lion est à l'affiche.
- Le film a été adapté en jeu vidéo sur Game Boy Advance sous le titre The Wild.